# Кучето Барбос в необикновен крос
Кучето Барбос в  необикновен крос (на руски: „Пёс Барбос и необычный крос“) е руска съветска късометражна комедия, заснета през 1961 г. по фейлетона на Степан Олийник в студио „Мосфилм“, режисиран от Леонид Гайдай. Включен в алманаха "Напълно сериозно". Това е първата творба за трио измамници: Страхливец, Балбес и Бувало. Филмът е номиниран за "Златна палма" на фестивала в Кан през 1961 г. за най-добър късометражен филм. Има легенда, според която музикалният саундтрак вече е направен за готовия и монтиран филм и затова Никита Богословски лично ръководи оркестъра, за да запише музикалната песен по времето, когато лентата вече е на екрана.

## Сюжет
Триото негодници Трус, Балбес и Бивалий се занимавали с бракониерство - ловили риба с помощта на динамит. Заедно с бракониерите имаше и куче на име Барбос. "Рибнадзор" се носи по реката, така че главните герои се преструват на честни туристи-рибари.
По-късно триото хвърля топка динамит в реката, но Барбос, който тичаше след пръчките, вижда това като игра. Разбирайки, че кучето ще донесе динамит под краката им, бракониерите бягат. Разбойниците срещат много препятствия по пътя си, затова се спъват и падат, което допринася за комизма на сюжета. Барбос най-накрая настига бракониерите, горящият фитил стига до контейнера с динамит и се чува мощна експлозия, която ефективно зашеметява триото престъпници.

## Гласове
- Георгий Вицин - "Трус"
- Евгений Моргунов— "Бывалый"
- Юрий Никулин— "Балбес"

### Филм онлайн
- Кучето Барбос в необикновен крос